# Liste des biens culturels importants du Japon (période Asuka : bâtiments)
Cette liste présente les bâtiments japonais de la période Asuka (538–710) désignés biens culturels importants (y compris les trésors nationaux). Cinq sites ayant survécu avec six bâtiments qui en étaient des composantes sont ainsi désignés, tous trésors nationaux. Tous se trouvent dans la ville d'Ikaruga dans la préfecture de Nara et font partie du patrimoine mondial de l'UNESCO, Monuments bouddhistes de la région de Hōryū-ji.

## Bâtiments
| Bâtiment                                                                              | Date      | Ville   | Préfecture | Commentaires | Image | Coordonnées                   | Ref. |
| ------------------------------------------------------------------------------------- | --------- | ------- | ---------- | ------------ | ----- | ----------------------------- | ---- |
| *Hokki-ji Pagode à deux étages (法起寺三重塔) Hokkiji sanjūnotō                       | 684-706   | Ikaruga | Nara       |              |       | 34° 37′ 22″ N, 135° 44′ 47″ E |      |
| *Hōryū-ji Couloirs couverts : Est (法隆寺廻廊 (東廻廊)) Hōryūji kairō (higashi kairō) | avant 709 | Ikaruga | Nara       |              |       | 34° 36′ 52″ N, 135° 44′ 05″ E |      |
| *Hōryū-ji Couloirs couverts : Ouest (法隆寺廻廊 (西廻廊)) Hōryūji kairō (nishi kairō) | avant 709 | Ikaruga | Nara       |              |       | 34° 36′ 51″ N, 135° 44′ 02″ E |      |
| *Hōryū-ji Kondō (法隆寺金堂) Hōryūji kondō                                            | avant 709 | Ikaruga | Nara       |              |       | 34° 36′ 51″ N, 135° 44′ 04″ E |      |
| *Hōryū-ji Pagode à quatre étages (法隆寺五重塔) Hōryūji gojūnotō                      | avant 709 | Ikaruga | Nara       |              |       | 34° 36′ 51″ N, 135° 44′ 03″ E |      |
| *Hōryū-ji Porte intérieure (法隆寺五重塔) Hōryūji chūmon                              | avant 709 | Ikaruga | Nara       |              |       | 34° 36′ 50″ N, 135° 44′ 04″ E |      |

(liste complète au 19 mai 2012)